# Municipio de Allen (condado de Harrison)
El municipio de Allen (en inglés: Allen Township) es un municipio ubicado en el condado de Harrison en el estado estadounidense de Iowa. En el año 2010 tenía una población de 199 habitantes y una densidad poblacional de 2,13 personas por km².

## Geografía
El municipio de Allen se encuentra ubicado en las coordenadas 41°49′40″N 95°50′21″O / 41.82778, -95.83917. Según la Oficina del Censo de los Estados Unidos, el municipio tiene una superficie total de 93.32 km², de la cual 93,31 km² corresponden a tierra firme y (0,01 %) 0,01 km² es agua.

## Demografía
Según el censo de 2010, había 199 personas residiendo en el municipio de Allen. La densidad de población era de 2,13 hab./km². De los 199 habitantes, el municipio de Allen estaba compuesto por el 97,49 % blancos, el 0,5 % eran asiáticos y el 2,01 % eran de una mezcla de razas. Del total de la población el 2,01 % eran hispanos o latinos de cualquier raza.